# Municipio de East Choteau
El municipio de East Choteau (en inglés: East Choteau Township) es un municipio ubicado en el condado de Douglas en el estado estadounidense de Dakota del Sur. En el año 2010 tenía una población de 119 habitantes y una densidad poblacional de 2,89 personas por km².

## Geografía
El municipio de East Choteau se encuentra ubicado en las coordenadas 43°13′59″N 98°9′33″O / 43.23306, -98.15917. Según la Oficina del Censo de los Estados Unidos, el municipio tiene una superficie total de 41.15 km², de la cual 41,15 km² corresponden a tierra firme y (0 %) 0 km² es agua.

## Demografía
Según el censo de 2010, había 119 personas residiendo en el municipio de East Choteau. La densidad de población era de 2,89 hab./km². De los 119 habitantes, el municipio de East Choteau estaba compuesto por el 100 % blancos. Del total de la población el 0 % eran hispanos o latinos de cualquier raza.